# Liolaemus ornatus
Liolaemus ornatus — вид ігуаноподібних ящірок родини Liolaemidae. Мешкає в Андах.

## Поширення і екологія
Liolaemus ornatus мешкають в Андах на крайньому півдні Перу (Пуно), в Болівії, на півночі Чилі і на північному заході Аргентині (Жужуй). Вони живуть в регіоні Альтіплано, на високогірних луках пуна та на пасовищах. Зустрічаються на висоті від 2000 до 4800 м над рівнем моря. Є всеїдними, віддають перевагу рослинній їжі. Живородні.